# Прапор Уганди
Пра́пор Уга́нди — один з офіційних символів держави Уганда. Був прийнятий 9 жовтня 1962 р. — в день, коли Уганда проголосила незалежність від Великої Британії. На прапорі зображено шість смуг однакової ширини в такому порядку (зверху): чорний, жовтий, червоний, чорний, жовтий, червоний. В центрі прапора розташований білий круг із зображенням національного символу — східного вінценосного журавля (Balearica regulorum), що дивиться у бік древка.
Три кольори символізують африканських людей (чорний), африканське сонце (жовтий) і африканське братерство (червоний — колір крові, що об'єднує всіх людей). Кольори прапора збігаються з кольорами Угандського Народного Конгресу.